# Domènec Terradellas
Domènec Terradellas (Barcelona, batejat el 13 de febrer del 1713 - Roma, 20 de maig del 1751), va ser el més gran compositor d'òpera catalano-italià del segle xviii. És conegut internacionalment també pels noms Domenico Terradeglias i Domingo Terradellas.

## Biografia
Domènec Miquel Bernabé Terradellas va néixer en una família pagesa. Va ser escolà i rebé els primers ordes clericals a la Catedral de Barcelona i, molt probablement, hi fou deixeble de Francesc Valls. Amb dinou anys s'establí a Nàpols, on perfeccionà els seus estudis al Conservatorio dei Poveri di Gesù Cristo (1732-1740) amb Francesco Durante i Gaetano Greco. Al cap de poc, el 1736, estrena a Nàpols la seva primera obra, l'oratori Giuseppe riconosciuto. El 1739 presentà l'oratori Ermenegildo martire i Astarto, la seva primera òpera i, l'any següent, la seva obra còmica Gli intrighi dellà cantarine. L'èxit de La Merope (1743) propicià que el cardenal Acquaviva, a qui ja havia dedicat la Cerere el 1740, aconseguís que el contractessin (1743-1745) com a mestre de capella a l'església de Santiago de Roma (San Giacomo degli Spagnuoli). En els dos anys que hi treballà compongué gran quantitat de música sacra, fins que hagué de plegar del càrrec per problemes personals.
Els anys 1746 i part del 1747 visqué a Londres, on fou nomenat director del King's Theater, i hi presentà amb èxit les òperes Annibale in Capua, Mitridate i Bellerofonte. Després d'un breu pas per Brussel·les, feu una breu estada a París. Hi conegué l'òpera francesa (que no li agradà gens), Rameau i Rousseau, que l'elogià en "Lettre sur la musique française". Ja de tornada a Itàlia, el 1750 estrenà a Torí Didone abbandonata i a Venècia Imeneo in Atene. Establert a Roma, el 1751 presentà Sesostri, re d'Egitto, potser la seva millor obra. Morí poc després, amb trenta-vuit anys; la forma i les causes de la seva mort han donat origen a una certa llegenda negra. Fou sebollit a l'església romana de San Lorenzo in Lucina.
Se li atribueixen una dotzena d'òperes serioses i un parell de còmiques, estrenades en els més prestigiosos teatres de l'època. A més, va compondre música sacra d'estil italianitzant quan va exercir de mestre de capella a Roma (misses, psalms, motets, un Te Deum), i a Brussel·les es conserven alguns motets que hi va compondre en la seva breu estada. És considerat com un dels representants més significatius de l'Escola de Nàpols i com una de les figures clau en l'evolució de l'òpera vers el classicisme, juntament amb autors com Niccolò Jommelli, David Pérez o Johann Adolf Hasse.

## Obres
Òperes:
- Giuseppe riconosciuto (1736), oratori en tres actes per a solistes, cor i acompanyament instrumental, amb llibret de Pietro Metastasio.

- Ermenegildo, martire (1739), oratori per a solistes, cor i acompanyament instrumental, estrenat a Nàpols
- Astarto (1739), òpera, estrenada a Roma
- Artemisia (1740)
- Cerere (1740)
- Gli intrighi dellà canterine (1740), òpera còmica
- Romolo (1740), juntament amb Gaetano Latilla
- Issipile (1741)
- La Mérope (1743), òpera en tres actes, amb llibret d'Apostolo Zeno i H. Tagliazuchi, estrenada a Roma. Ha estat editada per Robert Gerhard, i representada per primer cop modernament a Barcelona el 1955
- Artaserse (1744), òpera en tres actes amb llibret de Pietro Metastasio. Estrenada a Venècia[4]
- Annibale in Capua (1746), òpera de tipus pasticcio, amb música co-escrita amb Johann Adolf Hasse, Giovanni Battista Lampugnani i Pietro Domenico Paradies, llibret de Francesco Vanneschi. Estrenada el 4 de novembre al King's Theatre (Haymarket) amb assistència del rei Jordi II
- Mitridate (1746), òpera amb llibret de Francesco Vanneschi
- Semiramide riconosciuta (1746)
- Bellerofonte (1747), òpera amb llibret de Francesco Vanneschi
- Didone abbandonata (1750), òpera amb llibret de Pietro Metastasio, estrenada a Torí
- Imeneo in Atene (1750), òpera amb llibret de Silvio Stampiglia, estrenada a Venècia
- Sesostri, re d'Egitto (Roma, 1751), òpera amb llibret d'Apostolo Zeno i Pietro Pariati, estrena a Catalunya al Teatre de la Santa Creu de Barcelona (agost de 1754), sent la primera òpera d'un català estrenada a Catalunya.[5]

Obra sacra:
- Nocturna Procella, motet
- Plaudite populi, motet
- Salm a 5 veus, conservat a l'arxiu musical del Santuari d'Arantzazu
- Giuseppe riconosciuto (1736), oratori
- Ermenegildo, martire (1739), oratori